# Foros
Foros (ukrainisch und russisch Форос) ist eine Siedlung städtischen Typs
in der Autonomen Republik Krim in der Ukraine.
Die Ortschaft liegt etwa 6 Kilometer östlich des Kap Sarytsch (südlichster Punkt der Halbinsel Krim) und etwa 38 Kilometer westlich der Stadt Jalta an der subtropischen Südküste der Halbinsel.
Die Siedlungsratsgemeinde Foros gliedert sich neben der namensgebenden Siedlung noch in die östlich angrenzende Siedlung städtischen Typs Sanatorne (Санаторне) sowie die noch weiter ostwärts an der Küste liegende Strandsiedlung Olywa (Олива).

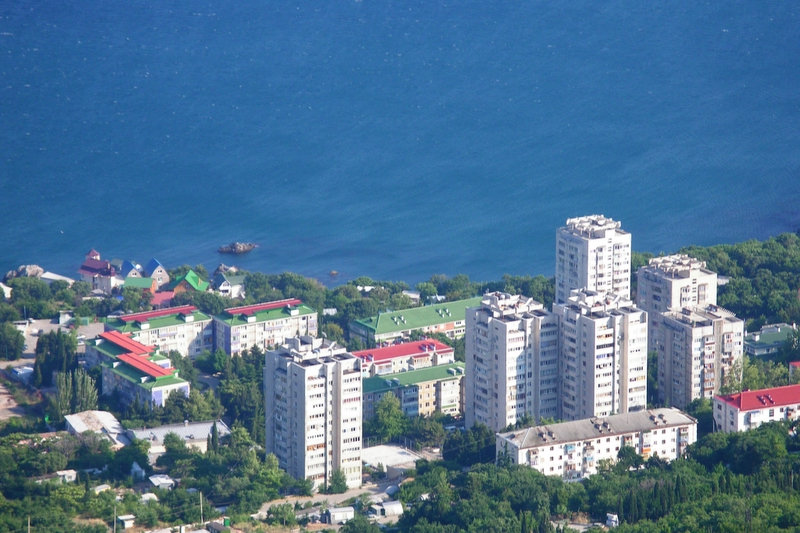
Blick auf Hotelbauten im Ort

Der Name der Ortschaft leitet sich von dem griechischen Wort φορος für „(Boots-)Steuer“ ab, was auf die griechische Besiedlung des Ortes von der Antike bis ins 15. Jahrhundert hinweist. Nach der Annexion der Krim durch das Russische Reich wurde das Gebiet Landbesitz verschiedener Fürsten. Ende des 19. Jahrhunderts schließlich kam es in den Besitz des russischen Unternehmers Alexander Kusnezow, der aus dem Ort einen Kurort nach europäischem Vorbild machte und dabei Parks und ein bis heute bestehendes Palastensemble anlegte. 1892 wurde oberhalb des Ortes auf dem sogenannten Roten Felsen eine orthodoxe Kirche (Kirche der Wiederauferstehung Christi) nach historischen Vorbildern erbaut. Die zunächst vorwiegend aus Krimtataren bestehende Einwohnerschaft, die sich vorwiegend mit Weinbau beschäftigte, ist heute einer vorwiegend russischen Bevölkerung gewichen. 1922 wurde im Ort ein Sanatorium für Herz-Kreislauf-Erkrankungen, unspezifische Erkrankungen der Atemwege und funktionelle Störungen des Nervensystems eröffnet. Dies begünstigte zusammen mit dem zunehmenden Tourismus die Entwicklung des Ortes, so dass dieser seit 1962 den Status einer Siedlung städtischen Typs erhielt und der Stadtverwaltung von Jalta unterstellt wurde.

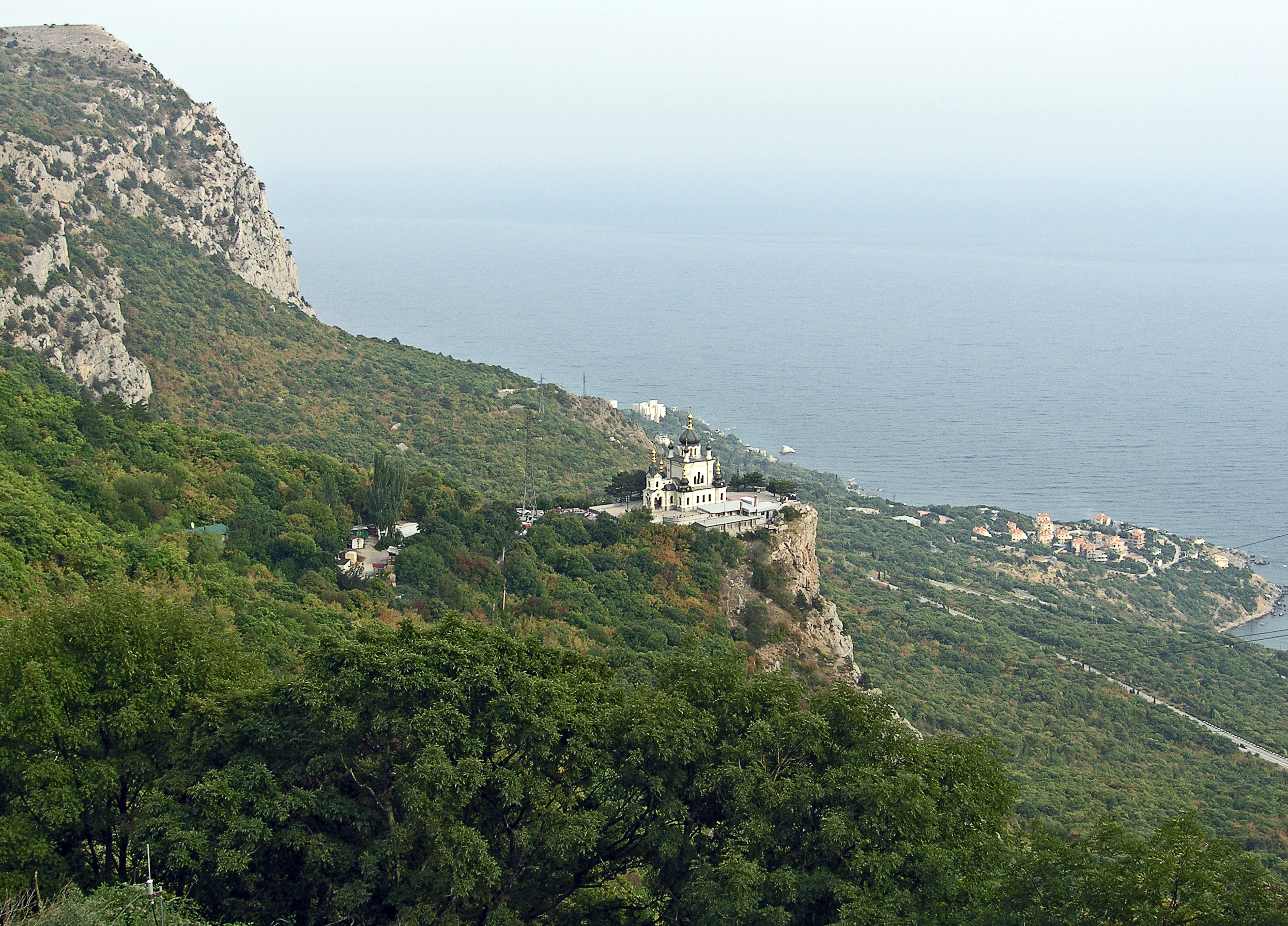
Blick auf die orthodoxe Kirche über dem Ort

Auf der sich im Ortsgebiet befindlichen Datscha Tesseli (Тесселі) wurde 1991 während des Augustputsches der damalige Präsident der UdSSR, Michail Gorbatschow, festgehalten.